# Jelle Nijdam
Jelle Nijdam (Zundert, 16 de agosto de 1963) é um ex-ciclista profissional holandês. Nijdam se tornou profissional após os Jogos Olímpicos de Verão de 1984 em Los Angeles. Participou de dez edições do Tour de France, vencendo seis etapas e vestindo a camisa amarela por três dias. O pai de Nijdam, Henk, foi um ciclista profissional de 1962 a 1969, que venceu o campeonato mundial de pista amador em 1961 na perseguição por equipes. Nijdam também competiu na perseguição individual e perseguição por equipes nas Olimpíadas de Los Angeles 1984.